# 200 meter frisim för herrar i simning vid olympiska sommarspelen 2012
Herrarnas 200 meter frisim vid olympiska sommarspelen 2012 ägde rum den 30 juli i London Aquatics Centre.

## Medaljörer
| Gren        | Guld                    | Guld    | Silver                               | Silver  | Brons                       | Brons |
| 200m frisim | Yannick Agnel Frankrike | 1:43.14 | Sun Yang Kina Park Tae-Hwan Sydkorea | 1:44.93 | Ingen. Två silvermedaljörer |       |

## Resultat

### Heat
| Placering | Bana | Namn | Nationalitet             | Tid                     | Noteringar |   |
| --------- | ---- | ---- | ------------------------ | ----------------------- | ---------- | - |
| 1         | 5    | 5    | Sun Yang                 | Kina                    | 1:46.24    | Q |
| 2         | 5    | 4    | Ryan Lochte              | USA                     | 1:46.45    | Q |
| 3         | 6    | 4    | Yannick Agnel            | Frankrike               | 1:46.60    | Q |
| 4         | 4    | 5    | Danila Izotov            | Ryssland                | 1:46.61    | Q |
| 5         | 6    | 5    | Park Tae-Hwan            | Sydkorea                | 1:46.79    | Q |
| 6         | 4    | 2    | Robert Renwick           | Storbritannien          | 1:46.86    | Q |
| 7         | 6    | 2    | Kenrick Monk             | Australien              | 1:46.94    | Q |
| 8         | 5    | 3    | Ricky Berens             | USA                     | 1:47.07    | Q |
| 9         | 5    | 7    | Dominik Kozma            | Ungern                  | 1:47.18    | Q |
| 10        | 4    | 4    | Paul Biedermann          | Tyskland                | 1:47.27    | Q |
| 11        | 6    | 3    | Sebastiaan Verschuren    | Nederländerna           | 1:47.31    | Q |
| 12        | 4    | 3    | Gregory Mallet           | Frankrike               | 1:47.39    | Q |
| 13        | 6    | 6    | Thomas Fraser-Holmes     | Australien              | 1:47.50    | Q |
| 14        | 5    | 2    | Brett Fraser             | Caymanöarna             | 1:47.74    | Q |
| 15        | 6    | 7    | Artem Lobuzov            | Ryssland                | 1:47.91    | Q |
| 16        | 4    | 6    | Dominik Meichtry         | Schweiz                 | 1:47.97    | Q |
| 17        | 3    | 3    | Blake Worsley            | Kanada                  | 1:48.14    |   |
| 18        | 6    | 1    | Matthew Stanley          | Nya Zeeland             | 1:48.19    |   |
| 19        | 4    | 1    | Ieuan Lloyd              | Storbritannien          | 1:48.52    |   |
| 20        | 6    | 8    | Shaune Fraser            | Caymanöarna             | 1:48.53    |   |
| 21        | 3    | 4    | Nimrod Shapira Bar-Or    | Israel                  | 1:48.60    |   |
| 22        | 3    | 5    | Cristian Quintero Valero | Venezuela               | 1:48.71    |   |
| 23        | 5    | 6    | Li Yunqi                 | Kina                    | 1:48.72    |   |
| 24        | 4    | 7    | Clemens Rapp             | Tyskland                | 1:48.75    |   |
| 25        | 3    | 7    | Glenn Surgeloose         | Belgien                 | 1:48.77    |   |
| 26        | 5    | 8    | Benjamin Hockin          | Paraguay                | 1:48.91    |   |
| 27        | 3    | 2    | David Brandl             | Österrike               | 1:49.00    |   |
| 27        | 5    | 1    | Dion Dreesens            | Nederländerna           | 1:49.00    |   |
| 29        | 4    | 8    | Marco Belotti            | Italien                 | 1:49.14    |   |
| 30        | 3    | 6    | Ahmed Mathlouthi         | Tunisien                | 1:49.68    |   |
| 31        | 2    | 5    | Matias Koski             | Finland                 | 1:49.84    |   |
| 32        | 2    | 4    | Radovan Siljevski        | Serbien                 | 1:51.40    |   |
| 33        | 2    | 2    | Mario Montoya            | Costa Rica              | 1:51.66    |   |
| 34        | 2    | 3    | Sebastian Jahnsen Madico | Peru                    | 1:52.36    |   |
| 35        | 3    | 8    | Tiago Venancio           | Portugal                | 1:52.36    |   |
| 36        | 2    | 6    | Jessie Lacuna            | Filippinerna            | 1:52.91    |   |
| 37        | 1    | 4    | Nicholas Schwab          | Dominikanska republiken | 1:53.41    |   |
| 38        | 2    | 7    | Raul Martinez Colomer    | Puerto Rico             | 1:54.23    |   |
| 39        | 1    | 5    | Gilles Marquet           | Mauritius               | 1:58.91    |   |
| 40        | 1    | 3    | Anderson Lim             | Brunei                  | 2:02.26    |   |
|           | 3    | 1    | Mads Glaesner            | Danmark                 | DNS        |   |

### Semifinaler

#### Semifinal 1
| Placering | Bana | Namn             | Nationalitet   | Tid     | Noteringar |
| --------- | ---- | ---------------- | -------------- | ------- | ---------- |
| 1         | 2    | Paul Biedermann  | Tyskland       | 1:46.10 | Q          |
| 2         | 4    | Ryan Lochte      | USA            | 1:46.31 | Q          |
| 3         | 3    | Robbie Renwick   | Storbritannien | 1:46.65 | Q          |
| 3         | 5    | Danila Izotov    | Ryssland       | 1:46.65 | Q          |
| 5         | 6    | Ricky Berens     | USA            | 1:46.87 |            |
| 6         | 1    | Brett Fraser     | Caymanöarna    | 1:47.01 |            |
| 7         | 7    | Gregory Mallet   | Frankrike      | 1:47.56 |            |
| 8         | 8    | Dominik Meichtry | Schweiz        | 1:48.25 |            |

#### Semifinal 2
| Placering | Bana | Namn                  | Nationalitet  | Tid     | Noteringar |
| --------- | ---- | --------------------- | ------------- | ------- | ---------- |
| 1         | 4    | Sun Yang              | Kina          | 1:45.61 | Q          |
| 2         | 5    | Yannick Agnel         | Frankrike     | 1:45.84 | Q          |
| 3         | 3    | Park Tae-Hwan         | Sydkorea      | 1:46.02 | Q          |
| 4         | 1    | Thomas Fraser-Holmes  | Australien    | 1:46.80 | Q          |
| 5         | 2    | Dominik Kozma         | Ungern        | 1:46.93 |            |
| 6         | 7    | Sebastiaan Verschuren | Nederländerna | 1:46.95 |            |
| 7         | 6    | Kenrick Monk          | Australien    | 1:47.38 |            |
| 8         | 8    | Artem Lobuzov         | Ryssland      | 1:48.26 |            |

### Final
| Placering | Bana | Namn                 | Nationalitet   | Tid     | Noteringar |
| --------- | ---- | -------------------- | -------------- | ------- | ---------- |
| 6         | 1    | Robbie Renwick       | Storbritannien | 1:46.53 |            |
| 4         | 2    | Ryan Lochte          | USA            | 1:45.04 |            |
| 2         | 3    | Park Tae-Hwan        | Sydkorea       | 1:44.93 |            |
| 2         | 4    | Sun Yang             | Kina           | 1:44.93 |            |
| 1         | 5    | Yannick Agnel        | Frankrike      | 1:43.14 |            |
| 5         | 6    | Paul Biedermann      | Tyskland       | 1:45.53 |            |
| 8         | 7    | Danila Izotov        | Ryssland       | 1:47.75 |            |
| 7         | 8    | Thomas Fraser-Holmes | Australien     | 1:46.93 |            |